# Egon Hedeberg
Egon Hedeberg (* Anfang September 1857 in Augsburg; † 13. September 1911 in Badenweiler) war ein deutscher Schauspieler und Bühnenschriftsteller. Er trug den Titel Großherzoglicher Hofschauspieler und wirkte als solcher vor allem in Oldenburg (Oldenburg). Daneben trat er auch in Düsseldorf auf. Zu seinen letzten Auftritten als Schauspieler zählte seine Rolle im Schauspiel Alt-Heidelberg 1911.